# Qin Kai
Qin Kai (förenklad kinesiska: 秦凯; traditionell kinesiska: 秦凱; pinyin: Qín Kǎi), född 31 januari 1986 i Xi'an, Shaanxi, är en kinesisk simhoppare. 
I de olympiska sommarspelen 2008 blev han OS–mästare tillsammans med Wang Feng. Qin vann en guldmedalj i synkroniserade svikthopp och en silvermedalj i individuellt svikthopp vid olympiska sommarspelen 2012 i London. Vid olympiska sommarspelen 2016 i Rio de Janeiro vann han en bronsmedalj i synkroniserade svikthopp tillsammans med Cao Yuan.
Han tog OS-brons på 3m-svikten i samband med de olympiska simhoppstävlingarna 2008 i Peking.